# Fondation Rosa Abreu de Grancher
La Fondation Rosa Abreu de Grancher, ancienne Maison de Cuba,  est une des 40 résidences universitaires à la Cité internationale universitaire de Paris.  

## Histoire
Alors que le projet d'une résidence universitaire pour les étudiants internationaux a été lancé dès 1920 par André Honnorat, ministre de l'Instruction publique, et Émile Deutsch de la Meurthe, la Maison de Cuba, actuelle Fondation Rosa Abreu de Grancher, a été réalisée grâce à une donation faite en 1929 par Pierre Sanchez Abreu et de sa sœur Rosalia Abreu, complétée par une participation de la Fondation nationale de la cité internationale universitaire. Elle porte le nom de leur tante, Rosa Abreu, d’origine cubaine, et de son mari, le professeur français Jacques-Joseph Grancher. 
La Maison de Cuba, Fondation Rosa Abreu de Grancher, a été conçue par Albert Laprade, architecte renommé, en suivant un style colonial espagnol, construite à partir de 1930 et ouverte en 1933.